# گریس کلی (موسیقی‌دان)
گریس کلی (انگلیسی: Grace Kelly؛ زادهٔ ۱۵ مهٔ ۱۹۹۲) یک موسیقی‌دان و نوازنده ساکسوفون جاز اهل ایالات متحده آمریکا است. وی از سال ۱۹۹۴ میلادی تاکنون مشغول فعالیت بوده‌است.